# Mats Hummels
Mats Julian Hummels (Bergisch Gladbach, 16. prosinca 1988.) bivši je njemački nogometaš i nacionalni reprezentativac. 

## Karijera

### Klupska karijera
Hummels je proizvod omladinske škole Bayern Münchena u koji je došao kao šestogodišnjak. Prvi profesionalni ugovor za klub potpisao je 19. prosinca 2006. dok je u svibnju sljedeće godine odigrao prvu prvenstvenu utakmicu za Bayern u domaćoj 5:2 pobjedi protiv Mainza.
U siječnju 2008. igrač odlazi na posudbu u Borussiju Dortmund. Tamo je bio standardan u sredini obrane u tandemu s Nevenom Subotićem. Nakon godinu dana i istekom posudbenog roka, Borussija je otkupila Hummelsov ugovor.
Tijekom sezone 2010./11. Hummels je bio važna karika kluba koji je osvojio Bundesligu te je odličnim igrama bio etiketiran kao jedan od najboljih braniča u Europi. Sljedeće sezone Mats je s klubom uspio obraniti naslov prvaka te je osvojio i nacionalni kup.
3. lipnja 2012. Hummels s Borussijom Dortmund potpisuje novi ugovor koji traje do ljeta 2017.

### Reprezentativna karijera
Prije igranja u seniorskoj, Hummels je bio član njemačke U20 selekcije dok je s U21 reprezentacijom 2009. osvojio juniorsko europsko prvenstvo. Iako je na tom turniru u prve četiri utakmice igrao jako malo, u finalu je započeo u prvom sastavu. U njemu je Njemačka pobijedila Englesku s visokih 4:0.
Za seniorsku reprezentaciju Hummels je debitirao u prijateljskom susretu protiv Malte 13. svibnja 2010. Ušao je u igru kao zamjena na poluvremenu umjesto Serdara Tascija a Njemačka je pobijedila s 3:0.
Izbornik Joachim Löw uvrstio je Matsa Hummelsa na popis reprezentativaca za EURO 2012. na kojem je Hummels igrao u susretu protiv Portugala kojeg je Elf dobio s minimalnih 1:0.
S Elfom je 2014. godine postao svjetski prvak osvojivši Svjetsko prvenstvo koje se održavalo u Brazilu.
Njemački nogometni izbornik objavio je u svibnju 2016. popis za nastup na Europsko prvenstvo u Francuskoj, na kojem se nalazi Hummels.

#### Pogoci za reprezentaciju
| #  | Datum              | Mjesto                             | Protivnik | Pogodak | Rezultat | Natjecanje                         |
| -- | ------------------ | ---------------------------------- | --------- | ------- | -------- | ---------------------------------- |
| 1. | 26. svibnja 2012.  | St. Jakob-Park, Basel, Švicarska   | Švicarska | 1:2     | 3:5      | Prijateljska utakmica              |
| 2. | 15. studenog 2013. | San Siro, Milano, Italija          | Italija   | 1:0     | 1:1      | Prijateljska utakmica              |
| 3. | 16. lipnja 2014.   | Arena Fonte Nova, Salvador, Brazil | Portugal  | 2:0     | 4:0      | SP u Brazilu 2014.                 |
| 4. | 4. srpnja 2014.    | Maracanã, Rio de Janeiro, Brazil   | Francuska | 1:0     | 1:0      | SP u Brazilu 2014.                 |
| 5. | 1. rujna 2017.     | Eden Arena, Prag, Češka            | Češka     | 1:2     | 1:2      | Kvalifikacije za SP 2018. u Rusiji |

## Vanjske poveznice
- Službena web stranica igrača  Arhivirana inačica izvorne stranice od 20. srpnja 2011. (Wayback Machine)
- Hummelsov profil na Transfermarkt.de
- Hummelsov profil na Fussballdaten.de
- Hummelsov profil na National Football Teams.com
- Statistika igrača na Soccerbase.com  Arhivirana inačica izvorne stranice od 10. veljače 2007. (Wayback Machine)
- UEFA.com  Arhivirana inačica izvorne stranice od 23. travnja 2011. (Wayback Machine)